# Tordylium hasselquistia
Tordylium hasselquistia är en flockblommig växtart som beskrevs av Heinrich Johann Nepomuk von Crantz. Tordylium hasselquistia ingår i släktet Tordylium och familjen flockblommiga växter. Inga underarter finns listade i Catalogue of Life.